# Bemlos longicornis
Bemlos longicornis är en kräftdjursart. Bemlos longicornis ingår i släktet Bemlos och familjen Aoridae. Inga underarter finns listade i Catalogue of Life.